# Peperomia tarapotana
Peperomia tarapotana är en pepparväxtart som beskrevs av C. Dc.. Peperomia tarapotana ingår i släktet peperomior, och familjen pepparväxter. Inga underarter finns listade i Catalogue of Life.